# 葉相
葉相（1475年—1545年），字良臣，直隸揚州府江都縣人，民籍，明朝政治人物。

## 生平
弘治八年（1495年）乙卯科應天鄉試第八十九名舉人，十五年（1502年）中式壬戌科會試第五十四名，三甲第一百五十一名進士。初任浙江金華府推官，正德三年（1508年）十月升刑科給事中，言漕运四事，升工科右，九年五月升吏科左，十年五月升禮科都給事中，十二年正月升任湖廣布政使司左參政，復除貴州左參政，嘉靖五年（1526年）十月升江西右布政使，轉左布政，戶部七年正月升都察院右副都御史、巡撫貴州，嘉靖九年（1530年）六月，升任南京工部右侍郎，十年閏六月升户部左侍郎，因陕西大旱，赴任在途時，七月兼右副都御史，携带太仓银三十万两，前往赈济。十一年二月因病乞歸。嘉靖二十年四月起用为南京工部右侍郎，九月官至刑部左侍郎。二十三年四月以衰老乞休致。二十四年七月卒，賜祭葬。

## 家族
曾祖葉坦，國子監典籍；祖父葉永年，贈光祿寺署丞；父葉瀾，光祿寺署正。前母趙氏（贈孺人）；母葛氏（封孺人）。慈侍下。